# مو یی رانا
مو یی رانا (به لاتین: Mo i Rana) شهرک در نروژ است که در استان نوردلاند واقع شده‌است. مو یی رانا ۱۲٫۵۱ کیلومتر مربع مساحت و ۱۸٬۳۵۸ نفر جمعیت دارد و ۲۶ متر بالاتر از سطح دریا واقع شده‌است.

## خواهرخوانده
شهرهای پتروزاودسک و فربنکس خواهرخوانده‌های مو یی رانا هستند.

## نگارخانه

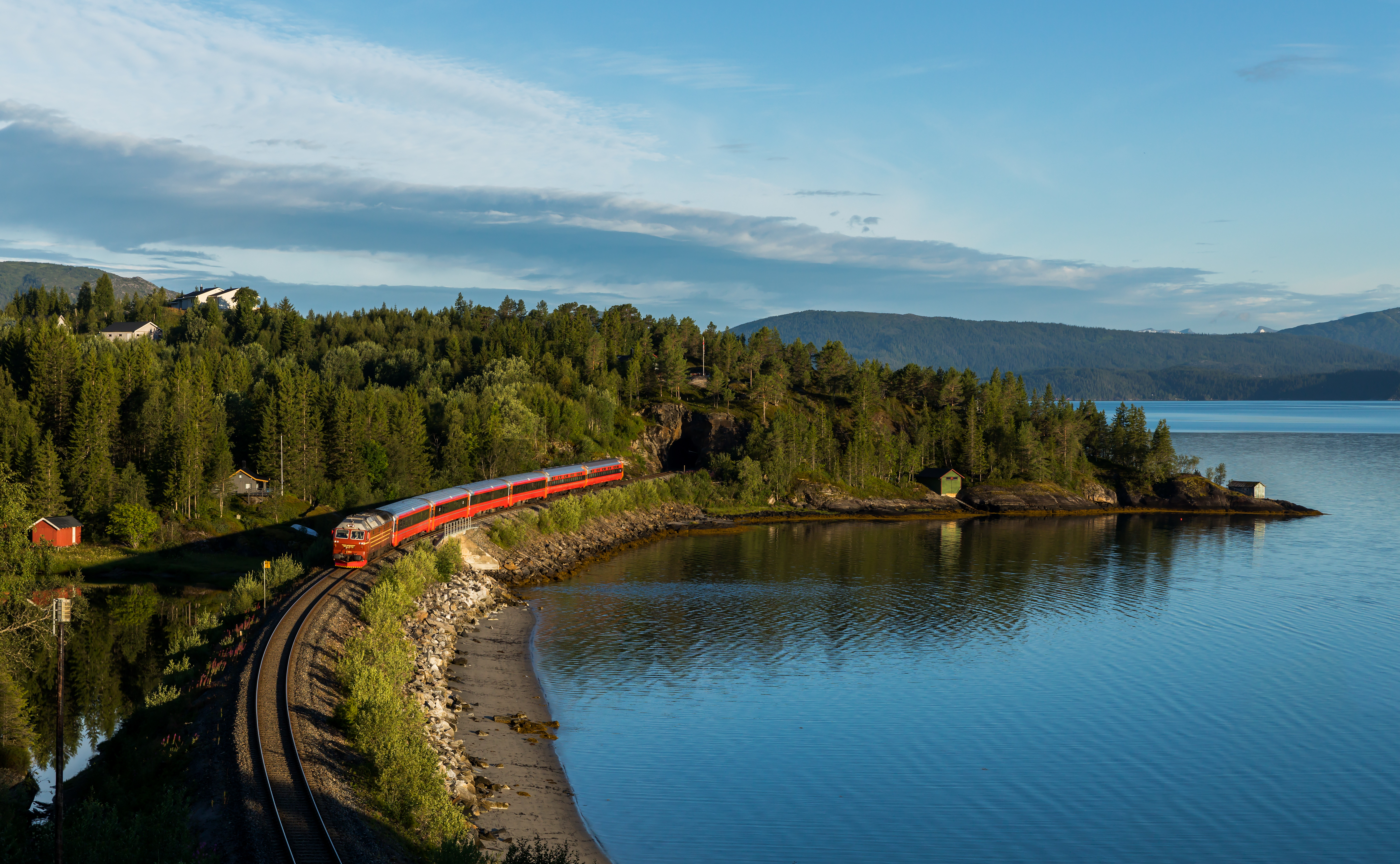
قطار مسافربری متعلق به راه‌آهن نروژ (en) در نزدیکی مو یی رانا
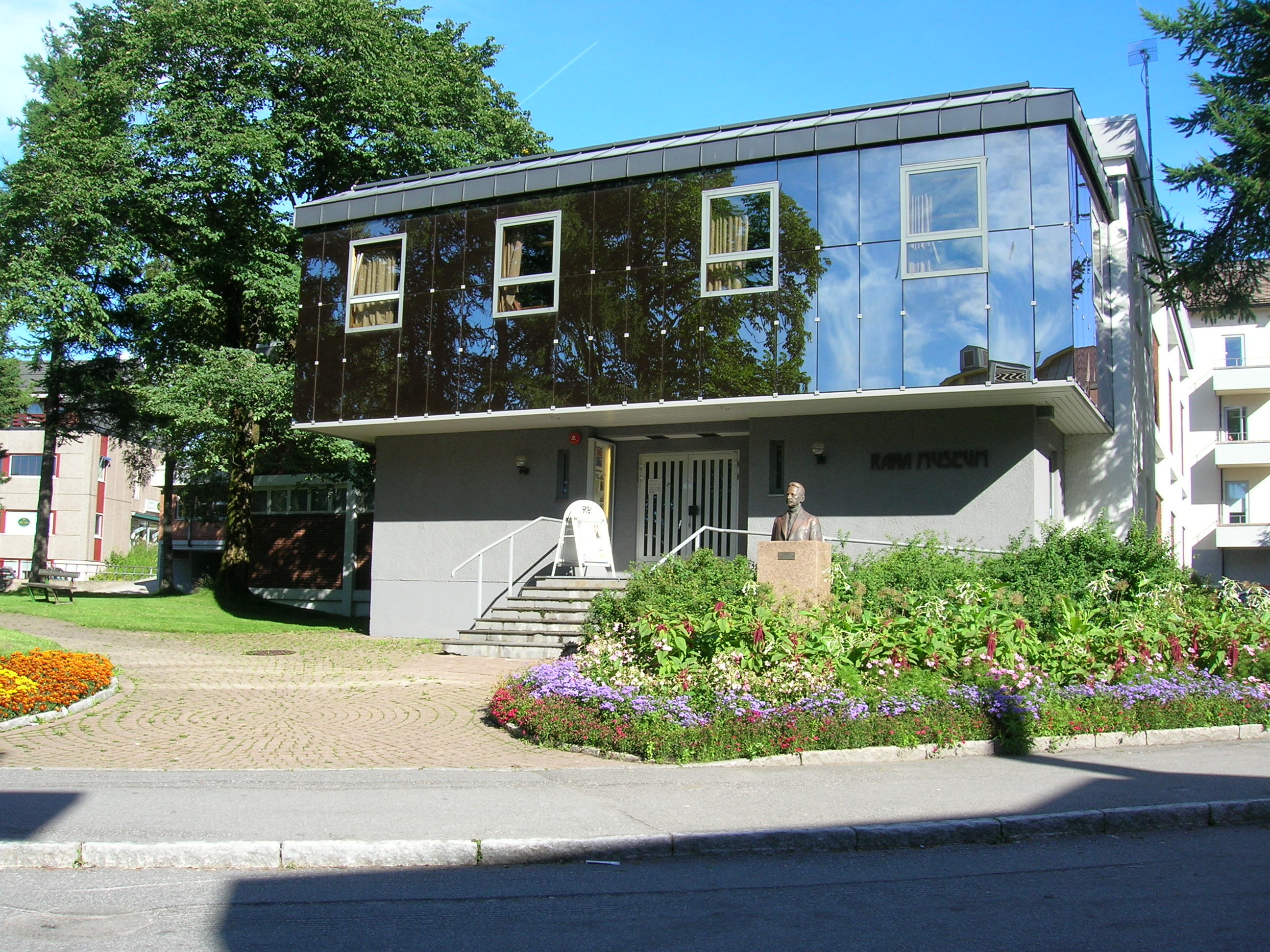
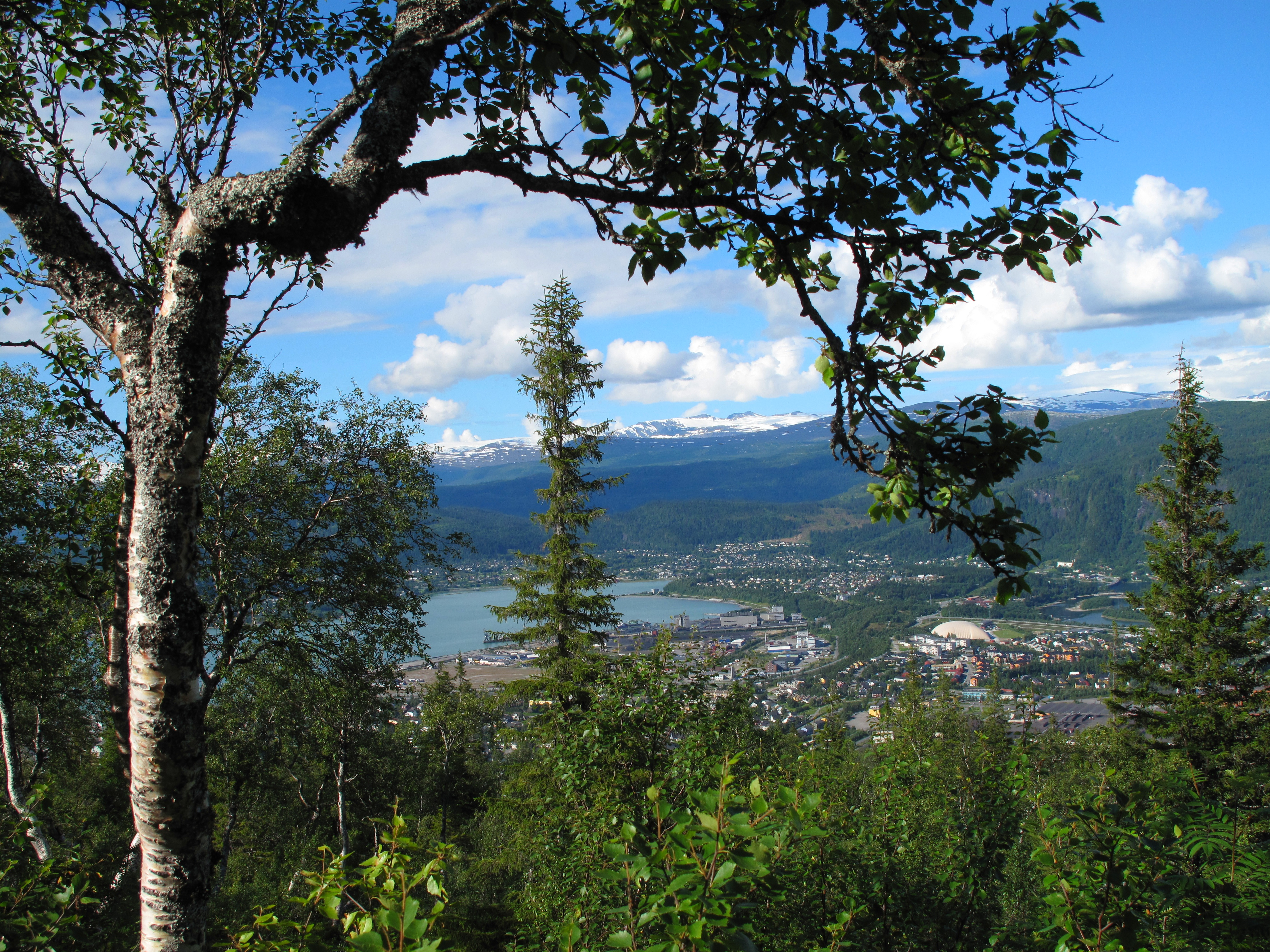
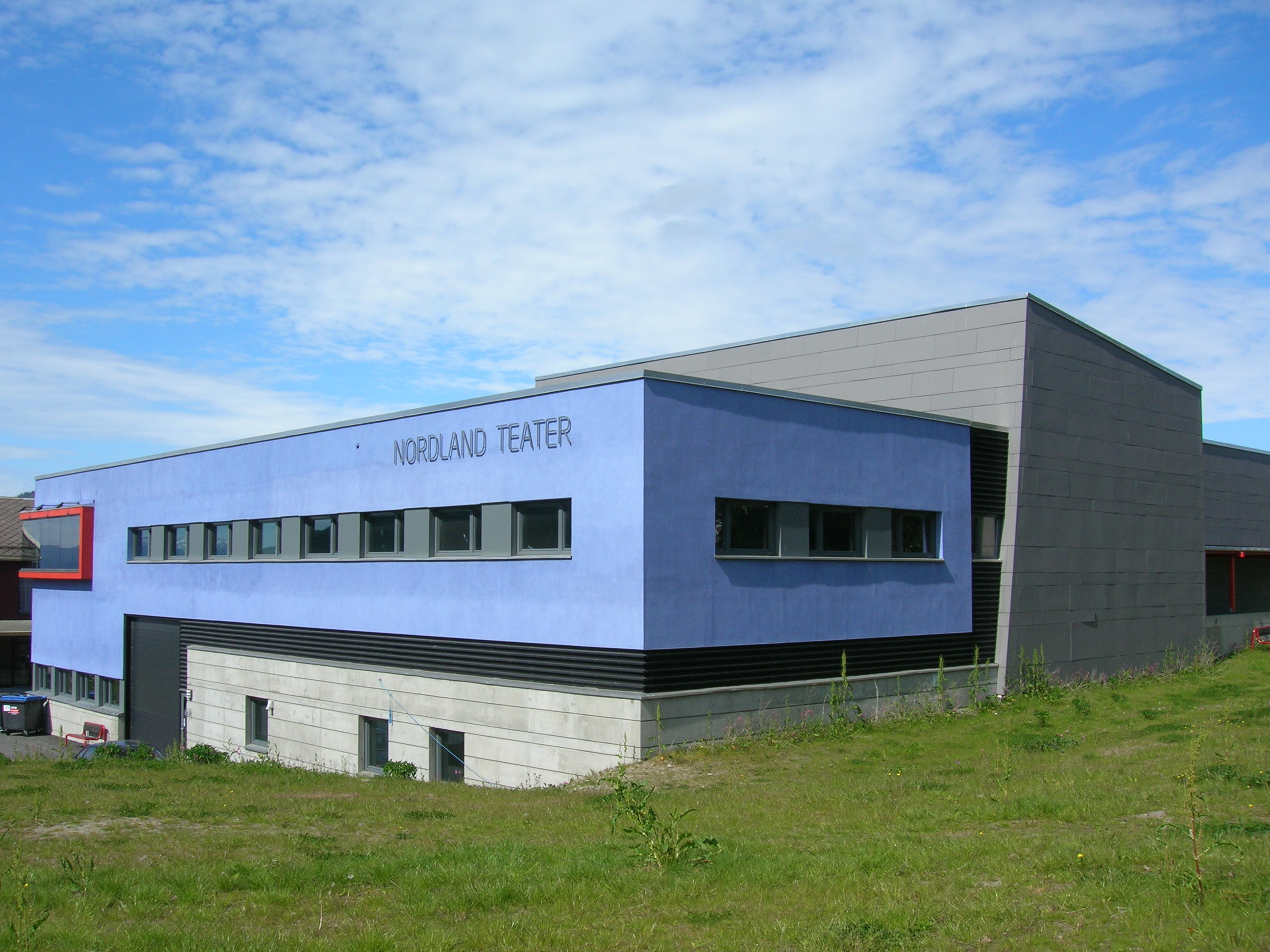
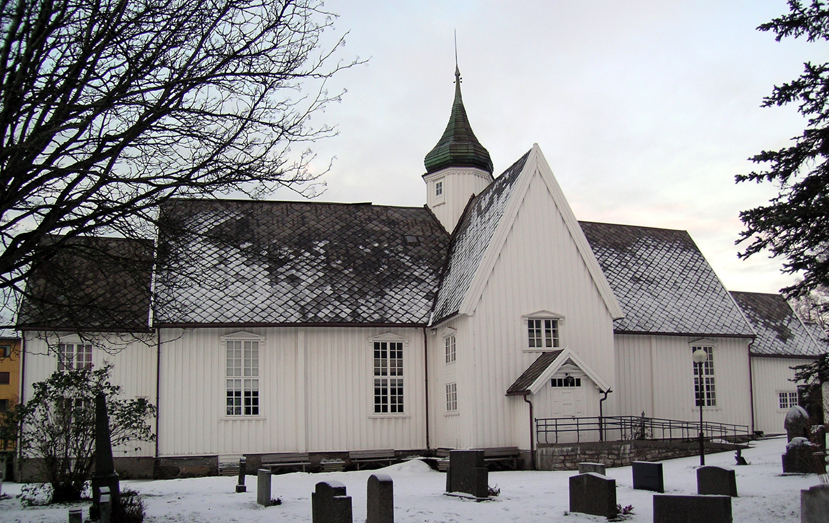